# Campeonato Mundial de Mistral
El Campeonato Mundial de Mistral fue la máxima competición internacional de la clase de vela mistral. Se realizó anualmente de 1993 a 2006 bajo la organización de la Federación Internacional de Vela (ISAF). Este tipo de embarcación fue una clase olímpica en tres Juegos Olímpicos: Sídney 2000, Atenas 2004 y Pekín 2008.

## Palmarés

### Masculino
| N.º  | Año  | Sede                        | Oro                              | Plata                            | Bronce                           |
| ---- | ---- | --------------------------- | -------------------------------- | -------------------------------- | -------------------------------- |
| I    | 1993 | Kashiwazaki ( Japón)        | Bruce Kendall Nueva Zelanda      | Aaron McIntosh Nueva Zelanda     | Michael Gebhardt Estados Unidos  |
| II   | 1994 | Gimli · ( Canadá)           | Aaron McIntosh Nueva Zelanda     | Bruce Kendall Nueva Zelanda      | Andrea Zinali · Italia           |
| III  | 1995 | Port Elizabeth ( Sudáfrica) | João Rodrigues Portugal          | Nikólaos Kaklamanakis · Grecia   | Aaron McIntosh Nueva Zelanda     |
| IV   | 1996 | Haifa ( Israel)             | Nikólaos Kaklamanakis · Grecia   | Gal Fridman Israel               | Eduardo García Velasco Argentina |
| V    | 1997 | Perth ( Australia)          | Aaron McIntosh Nueva Zelanda     | Amit Inbar Israel                | Marcos Galván Argentina          |
| VI   | 1998 | Brest ( Francia)            | Aaron McIntosh Nueva Zelanda     | Amit Inbar Israel                | João Rodrigues Portugal          |
| VII  | 1999 | Numea ( Francia)            | Lars Kleppich Australia          | Anthony Philp Fiyi               | Marcos Galván Argentina          |
| VIII | 2000 | Mar del Plata ( Argentina)  | Nikólaos Kaklamanakis · Grecia   | Aaron McIntosh Nueva Zelanda     | Carlos Espínola Argentina        |
| IX   | 2001 | Atenas · ( Grecia)          | Nikólaos Kaklamanakis · Grecia   | Przemysław Miarczyński · Polonia | Fabrice Hassen Francia           |
| X    | 2002 | Pattaya ( Tailandia)        | Gal Fridman Israel               | Ricardo Santos · Brasil          | Julien Bontemps Francia          |
| XI   | 2003 | Cádiz · ( España)           | Przemysław Miarczyński · Polonia | Nikólaos Kaklamanakis · Grecia   | Gal Fridman Israel               |
| XII  | 2004 | Esmirna ( Turquía)          | Julien Bontemps Francia          | Przemysław Miarczyński · Polonia | Nicolas Huguet Francia           |
| XIII | 2005 | Palermo · ( Italia)         | Nicolas Huguet Francia           | Ricardo Santos · Brasil          | Andreas Kariolu Chipre           |
| XIV  | 2006 | Shenzhen ( China)           | Cheng Kwok Fai Hong Kong         | Chan King Yin Hong Kong          | Wu Shifu China                   |

1. ↑  Celebrado en el Campeonato Mundial de Vela Olímpica.

### Femenino
| N.º  | Año  | Sede                        | Oro                           | Plata                         | Bronce                               |
| ---- | ---- | --------------------------- | ----------------------------- | ----------------------------- | ------------------------------------ |
| I    | 1993 | Kashiwazaki ( Japón)        | Lee Lai Shan Hong Kong        | Lanee Butler Estados Unidos   | Maud Herbert Francia                 |
| II   | 1994 | Gimli · ( Canadá)           | Maud Herbert Francia          | Li Ke China                   | Natasha Sturges Australia            |
| III  | 1995 | Port Elizabeth ( Sudáfrica) | Maud Herbert Francia          | Anne François Francia         | Lee Lai Shan Hong Kong               |
| IV   | 1996 | Haifa ( Israel)             | Maud Herbert Francia          | Lee Lai Shan Hong Kong        | Jayne Fenner-Benedict Estados Unidos |
| V    | 1997 | Perth ( Australia)          | Lee Lai Shan Hong Kong        | Alessandra Sensini · Italia   | Barbara Kendall Nueva Zelanda        |
| VI   | 1998 | Brest ( Francia)            | Barbara Kendall Nueva Zelanda | Lee Lai Shan Hong Kong        | Faustine Merret Francia              |
| VII  | 1999 | Numea ( Francia)            | Barbara Kendall Nueva Zelanda | Faustine Merret Francia       | Lise Vidal Francia                   |
| VIII | 2000 | Mar del Plata ( Argentina)  | Alessandra Sensini · Italia   | Lee Lai Shan Hong Kong        | Faustine Merret Francia              |
| IX   | 2001 | Atenas · ( Grecia)          | Lee Lai Shan Hong Kong        | Faustine Merret Francia       | Jeanne Mailhos Francia               |
| X    | 2002 | Pattaya ( Tailandia)        | Barbara Kendall Nueva Zelanda | Alessandra Sensini · Italia   | Faustine Merret Francia              |
| XI   | 2003 | Cádiz · ( España)           | Lee Korzits Israel            | Barbara Kendall Nueva Zelanda | Faustine Merret Francia              |
| XII  | 2004 | Esmirna ( Turquía)          | Alessandra Sensini · Italia   | Barbara Kendall Nueva Zelanda | Faustine Merret Francia              |
| XIII | 2005 | Palermo · ( Italia)         | Blanca Manchón · España       | Amelie Lux · Alemania         | Flavia Tartaglini · Italia           |
| XIV  | 2006 | Shenzhen ( China)           | Wang Shuijia China            | Zhu Huali China               | Qin Zhenmei China                    |

1. ↑  Celebrado en el Campeonato Mundial de Vela Olímpica.

## Medallero histórico
- Actualizado a Shenzhen 2006.

| Núm. | País           | Oro | Plata | Bronce | Total |
| ---- | -------------- | --- | ----- | ------ | ----- |
| 1    | Nueva Zelanda  | 7   | 5     | 2      | 14    |
| 2    | Francia        | 5   | 3     | 11     | 19    |
| 3    | Hong Kong      | 4   | 4     | 1      | 9     |
| 4    | Grecia         | 3   | 2     | 0      | 5     |
| 5    | Israel         | 2   | 3     | 1      | 6     |
| 6    | Italia         | 2   | 2     | 2      | 6     |
| 7    | China          | 1   | 2     | 2      | 5     |
| 8    | Polonia        | 1   | 2     | 0      | 3     |
| 9    | Australia      | 1   | 0     | 1      | 2     |
| 9    | Portugal       | 1   | 0     | 1      | 2     |
| 11   | España         | 1   | 0     | 0      | 1     |
| 12   | Brasil         | 0   | 2     | 0      | 2     |
| 13   | Estados Unidos | 0   | 1     | 2      | 3     |
| 14   | Alemania       | 0   | 1     | 0      | 1     |
| 14   | Fiyi           | 0   | 1     | 0      | 1     |
| 16   | Argentina      | 0   | 0     | 4      | 4     |
| 17   | Chipre         | 0   | 0     | 1      | 1     |
|      | TOTAL          | 28  | 28    | 28     | 84    |